# Josef Stoer
Josef Stoer (Meschede, 21 de junho de 1934) é um matemático alemão, especialista em análise numérica.
É professor emérito da Universidade de Würzburgo.
Obteve um doutorado em 1961 na Universidade de Mainz, orientado por Friedrich Ludwig Bauer e Klaus Samelson.
É o autor (com Roland Bulirsch) de Introduction to Numerical Analysis, obra de referência para a teoria dos métodos numéricos. Recebeu um doutorado honorário da Universidade de Augsburgo (2007) e da Universidade Técnica de Munique (1997), e é membro da Academia de Ciências da Baviera (1981).